# Isola di Cavallo
L'isola di Cavallo (in corso: Cavaddu o Cavallu) è un'isola nelle bocche di Bonifacio, fra la Sardegna e la Corsica, in acque francesi.
È situata a  nord di Lavezzi, ed è collegata ad essa da un tratto di mare con molte secche. È un'isola privata, caratterizzata dalla presenza di molte abitazioni progettate dall'architetto francese Jacques Couelle.
Si tratta tuttora di una mèta esclusiva che vede spesso la presenza di numerose personalità. Vi hanno una villa i Savoia.
Si tratta della zona abitata più a sud della Francia metropolitana e dipende amministrativamente dal comune corso di Bonifacio.
Si può approdare sull'isola solo se si possiede una casa o se si viene ospitati.
Come la vicina isola di Lavezzi, fa parte della Riserva naturale delle Bocche di Bonifacio, che insieme al Parco nazionale dell'Arcipelago di La Maddalena andrà a costituire il Parco internazionale delle Bocche di Bonifacio.
Ancora nel Seicento l'isola manteneva il suo nome completo di "Coda di cavallo", cioè lo stesso dell’altrettanto nota località costiera nord-orientale della Sardegna, ed è molto difficile che si tratti di un'omonimia casuale; evidentemente quei mari erano una volta pescosi di quel pesce che si chiama in greco ἲππoυρος (‘fatto a coda di cavallo’), nella terminologia scientifica "corifene ippuro", in volgare italiano appunto "coda di cavallo", e nome comune “lampuga“. Si tratta di un pesce che si distingue per i suoi colori sgargianti e che, essendo ben noto nel Mar Tirreno, vi assume una molteplicità di nomi (“… Sulla costa di Genova dorade rondamino; lampugo in Ispagna; dolphin in Inghilterra; dorado in parecchie altre contrade dell'Europa.” 
L'Isola di Cavallo è di proprietà privata, l'accesso è consentito solamente ai proprietari delle abitazioni presenti sull'isola e ai loro invitati, agli ospiti dell'Hotel des Pêcheurs e agli affittuari delle residenze estive.

## Il caso Savoia

Ryke Geerd Hamer mostra una foto del figlio

Il 18 agosto 1978, alle tre del mattino, nel tratto di mare che separa l'Isola di Cavallo da Lavezzi, Vittorio Emanuele di Savoia si rende protagonista di una triste vicenda: il Savoia, sotto gli effetti dell'alcool, sale sullo yacht del chirurgo Nicky Pende, reo a suo giudizio di avergli sottratto un canotto (uno dei due tender del suo panfilo).
Ha in mano una carabina Winchester M1 con 31 pallottole nel caricatore e spara due colpi nella direzione dell'uomo. Dietro, a poca distanza, nella cabina di una barca ancorata, sta dormendo Dirk Geerd Hamer, studente tedesco di 19 anni, figlio di Ryke Geerd Hamer.
Uno dei colpi sparati raggiunge il giovane ad una coscia dopo aver trapassato la fiancata della barca ed il ragazzo muore dopo un'agonia di 111 giorni nel dicembre successivo.

La battaglia legale tra le due famiglie finisce nel 1991 quando la corte francese, con una sentenza controversa assolve Vittorio Emanuele dalle accuse di omicidio e di omissione di soccorso, ma lo condanna a sei mesi con la condizionale per porto abusivo d'arma da fuoco.